# Qingren Hu
Qingren Hu (chinesisch 情人湖 ‚See der Liebsten‘) ist ein See an der Ingrid-Christensen-Küste des ostantarktischen Prinzessin-Elisabeth-Lands. Er liegt nordöstlich des Lake Ferris und nordnordwestlich des Gongzhu Hu im Norden der Halbinsel Stornes in den Larsemann Hills.
Chinesische Wissenschaftler benannten ihn 1991 im Zuge von Vermessungs- und Kartierungsarbeiten.